# Hans Lechner (Politiker, 1883)
Hans Lechner (* 19. August 1883 in Oberndorf, Pommersfelden; † 4. Mai 1965 ebenda) war ein deutscher Politiker (BP). Er war von 1950 bis 1954 sowie von 1957 bis 1958 Mitglied des Bayerischen Landtages.

## Leben
Lechner besuchte das Alte Gymnasium zu Bamberg und leistete die aktive Militärpflicht ab. Danach trat er als Anwärter für den gehobenen, mittleren Justizdienst beim Amtsgericht Bamberg ein. Er legte das Staatsexamen bei verschiedenen Gerichten ab und war zuletzt beim Amtsgericht Bamberg als Berater im Publikumsverkehr tätig.
Im Ersten Weltkrieg diente er von 1914 bis 1918 als Reserveoffizier. Er kehrte als Schwerbeschädigter der Stufe 3 in nach Kriegsende in den Justizdienst beim Amtsgericht Bamberg zurück. Nach seiner Versetzung in den Ruhestand übernahm er den väterlichen landwirtschaftlichen Besitz. Zum 1. Mai 1935 trat er der NSDAP bei (Mitgliedsnummer 3.655.004).
Lechner war vom 27. November 1950 bis zum 12. Dezember 1954 für den Wahlkreis Oberfranken Mitglied des Bayerischen Landtages sowie der dortigen BP-Fraktion. Im Landtag war er des Weiteren Mitglied des Ausschusses für Eingaben und Beschwerden, Mitglied des Gefängnisbeirats der Strafanstalt Ebrach und stellvertretendes Mitglied des Gefängnisbeirates der Strafanstalt Nürnberg.
Aufgrund des Todes von Wilhelm Sturm (BP) rückte er für diesen in den Landtag nach und war somit vom 5. Juni 1956 bis zum 3. Dezember 1958 erneut Mitglied des Bayerischen Landtages sowie der BP-Fraktion. Beim zweiten Mal war er Mitglied des Ausschusses für Grenzlandfragen.